# Igor Mokroš
Igor Mokroš (* 1. prosince 1965, Banská Bystrica) je bývalý slovenský fotbalista.

## Fotbalová kariéra
V československé lize hrál za Spartak Trnava, nastoupil ve 23 ligových utkáních. Ve 1. slovenské národní fotbalové lize hrál i za Agro Hurbanovo.

## Ligová bilance
| Ročník                                      | Zápasy | Góly | Minuty | Klub           |
| ------------------------------------------- | ------ | ---- | ------ | -------------- |
| 1. slovenská národní fotbalová liga 1987/88 | 22     | 1    | -      | Agro Hurbanovo |
| 1. slovenská národní fotbalová liga 1988/89 | 29     | 1    | -      | Agro Hurbanovo |
| 1. československá fotbalová liga 1989/90    | 9      | 0    | 649    | Spartak Trnava |
| 1. slovenská národní fotbalová liga 1990/91 | -      | -    | -      | Spartak Trnava |
| 1. československá fotbalová liga 1991/92    | 14     | 0    | 1197   | Spartak Trnava |
| 1. LIGA CELKEM                              | 23     | 0    | 1846   |                |